# 施穎茵
施穎茵 （英語：Diana Ferreira Cesar，1969年1月11日—），香港金融業人士，現任恒生銀行副董事長兼行政總裁，曾擔任多個銀行業機構要職。

## 簡歷
施穎茵於1969年於澳門出生，為中葡混血兒。她於多倫多大學獲文學士學位後，於香港及加拿大多家環球金融機構工作，包括花旗集團及美國運通。其後，她曾擔任數碼通電訊客戶關係總經理，並於1999年加入滙豐。之後，她在市場推廣、信用卡、消費貸款和按揭等業務部門出任要職，並曾擔任香港零售銀行及財富管理業務主管及亞太區分銷策略及客戶提案主管。期間，她曾被借調至台灣出任信用卡部門主管，期間成功將該項業務轉虧為盈。2006年，她出任滙豐亞太區存款及按揭主管時，曾推出全港最低的P按息率吸引客戶，被譽為「按揭一姐」。
2011年9月，施穎茵升任滙豐香港零售銀行及財富管理業務主管，並於2015年10月晉升為滙豐香港區行政總裁。2021年9月，施穎茵接替鄭慧敏，出任恒生銀行行政總裁，同時繼續兼任匯控集團總經理一職。